# 피찌
루이스 미겔 아폰수 페르난드스 (Luis Miguel Afonso Fernandes, 1989년 10월 6일 ~ )는 포르투갈의 축구 선수이며, 브라가에서 중앙 미드필더 또는 윙어로 뛰고 있다. 그는 벤피카 소속 시절 메흐디 타레미, 카를루스 비니시우스와 공동으로 프리메이라리가 2019-20 득점왕에 올랐으며 또한 보르하 마요랄, 제라르 모레노, 유수프 야즈즈와 공동으로 2020-21년 UEFA 유로파리그 득점왕에 올랐다.